# ARS (cohete)
ARS fue un cohete desarrollado por la Sociedad Interplanetaria Americana, más tarde llamada Sociedad Americana de Cohetes (ARS, American Rocket Society, que es de donde viene el nombre del cohete) entre 1931 y 1933 usando como base el diseño del Mirak alemán, que los americanos conocían a raíz de una visita hecha a Alemania.
Utilizaba oxígeno líquido y gasolina como propelentes y fue lanzado con éxito el 14 de mayo de 1933, alcanzando 75 metros de altura. Un primer intento de lanzamiento había resultado en la explosión del cohete.